# 石州街道
石州街道（せきしゅうかいどう）とは、周防国・長門国（現在の山口県）から石見国（現在の島根県西部）へ向かう街道の総称。複数のルートが存在した。

## 概要
周防国・長門国では石見国に至る街道を石州街道・石州往還と呼んだため、 萩城下から石見国へ向かう仏坂道・土床道・白坂道も石州街道・石州往還と呼ばれた。
萩藩が領内の主要道を大道・中道・小道に区分して管理・維持した。

## ルート
1.石州街道
山口市小郡（津市） - 阿東町徳佐（野坂峠） 12里28町（約55 km）。道幅は2間（約3.6 m）
2.仏坂道
萩市唐樋場跡 - 田万川町下田万仏坂 11里28町40間（約51 km）
3.土床道
萩市唐樋場 - 田万川町下小川土床 10里16町（約45 km）
（福栄村福井下・山代街道との分岐点 - 土床 8里29町（約38 km））
4.白坂道
萩市唐樋札場跡 - 阿東町嘉年下井戸（白坂峠） 8里29町（約38 km）

## 石州街道詳細
山陽道の宿場町津市（現在の山口市小郡）で分岐し、山口盆地を縦断、木戸山の坂を登り、篠目・地福 （阿東町）を経て徳佐盆地をぬけ、野坂峠を越えて石見国（島根県）へ繋がる。
地形的には、山口-益田構造線に沿い、河谷をよく利用した街道であった。 現在でもJR山口線・国道9号がこのルートを走っている。 江戸期、山口市内の主要な町筋は石州街道に沿って東西に長く延びていた。 
現在、市内の中心商店街である道場門前・米屋町・中市・大市のアーケード街は、かつての石州街道の一部にあたる。
街道の難所は、洪水によってがしばしば橋が流失して渡渉困難となる渡川と、急坂である杖坂（木戸山の坂・高度差約300 m）である。
徳佐・地福・渡川・篠目・宮野・山口・小郡に公的通行・通信のための人馬が手当されていた。

### 沿線関連施設
1. 津市角の道標(山口県山口市小郡下郷1111)津市角の道標

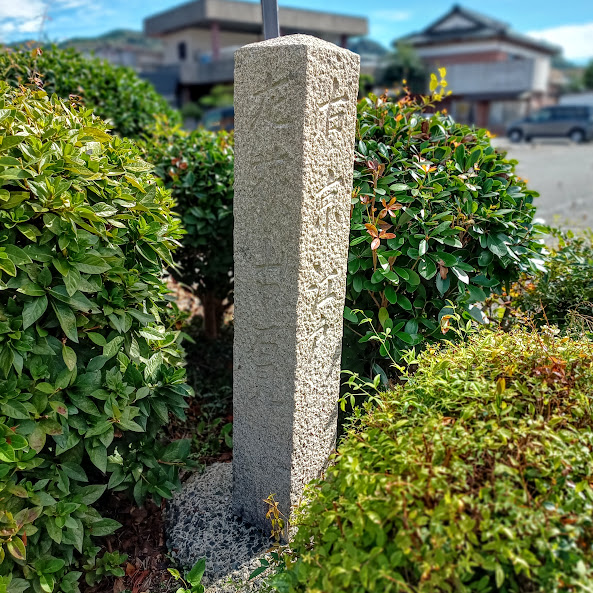
津市角の道標

2. 済波山信光寺(山口県山口市小郡下郷津市上938-1)
3. 御茶屋と勘場跡(山口県山口市小郡下郷新丁1440-4)
4. 火よけ地蔵(山口県山口市小郡下郷蔵敷1007)
5. 厳島神社(山口県山口市小郡下郷東津中2372)
6. 厳島神社の大般若(山口県山口市小郡下郷東津中2372)
7. 柳井田関門跡(山口県山口市小郡下郷柳井田)
8. 淡島大明神(山口県山口市小郡下郷柳井田)
9. 淡島八幡宮｢狛犬｣(山口県山口市小郡下郷柳井田)
10. 中領八幡宮(山口県山口市小郡下郷柳井田329)
11. 中領八幡宮の釣鐘(山口県山口市小郡下郷柳井田329)
12. オゴオリ桜(山口県山口市小郡下郷柳井田泉福寺墓地敷地内)
13. 元泉福寺の半鐘(山口県山口市小郡新町2丁目19)
14. 小郡鋳砲所(山口県山口市小郡新町西福田)
15. 柳井田橋(山口県山口市小郡新町１丁目)
16. 北向き地蔵（山口県山口市小郡上郷新町東下）
17. 法輪山海善寺（山口県山口市小郡新町4丁目11-8）
18. 中郷八幡宮（山口県山口市小郡新町4丁目13-1）
19. 中郷遺跡（山口県山口市小郡新町4丁目13-1）
20. 丸山の馬頭観音（山口県山口市小郡仁保津下丸山）
21. 秋葉様･大歳様・庚申塚（山口県山口市小郡上郷仁保津下）
22. 林勇蔵翁座像（山口県山口市小郡上郷仁保津下）
23. 賽の神道祖神と稲荷大明神（山口県山口市小郡上郷仁保津下）
24. 椎ノ木峠トンネル（山口県山口市小郡上郷仁保津下）
25. 藩主巡覧記念碑（山口県山口市小郡上郷仁保津下）
26. 中ノ岡の一里塚跡（山口県山口市小郡仁保津下中ノ岡）
27. 林家住宅（山口県山口市小郡仁保津下2117）
28. 林家文書（御維新之際小郡人民一致精心）（山口県山口市小郡仁保津下2117）
29. 水晶山多聞寺（山口県山口市小郡仁保津上1386）
30. 熊野神社（山口県山口市小郡上郷3879）
31. 岩戸神楽（山口県山口市小郡上郷3879）
32. 小郡町ナギ自生北限地帯（山口県山口市小郡上郷宇岩屋）
33. 仁保津第3踏切（山口県山口市小郡上郷仁保津東）
34. 朝田神社(旧周防五ノ宮）跡（山口県山口市矢原1241）
35. 子安観音(石造重塔）（山口県山口市朝田618）
36. 関屋の越流堤(馬踏の石畳）（山口県山口市朝田）
37. 水塚（山口県山口市朝田）
38. 王子の森(茶臼山)（山口県山口市朝田2066）
39. 山伏さま（山口県山口市朝田）
40. 日参さま（山口県山口市朝田）
41. 常夜灯（山口県山口市朝田）
42. 地蔵（山口県山口市朝田）
43. 旧和田橋（山口県山口市朝田）
44. 赤崎大明神・地蔵尊・五輪塔（山口県山口市朝田1059）
45. 廻国塔（山口県山口市朝田字三作）
46. 大歳橋と旧黒川橋（山口県山口市朝田黒川市）
47. 申塚（山口県山口市朝田黒川市）
48. 恵比寿社（山口県山口市朝田黒川市）
49. 最明寺の仏像（山口県山口市矢原岩富372）
50. 廻国塔（山口県山口市矢原岩富）
51. もりさま（山口県山口市矢原岩富
52. 大歳さま（山口県山口市黒川689）
53. 朝田神社(周防五ノ宮）（山口県山口市矢原1241）
54. 湯田の一里塚跡（山口県山口市矢原字中矢原）
55. しらべの森（山口県山口市大字矢原827）
56. 一等水準点（山口県山口市大字矢原）
57. 阿弥陀堂跡(地蔵)（山口県山口市大字矢原）
58. 周布正之助の碑および墓（山口県山口市周布町2-46）
59. 吉富簡一の墓（山口県山口市周布町）
60. 椹野川の渡場跡(山口県山口市矢原)
61. 袖解橋(山口県山口市三和町11-34)
62. 井上馨遭難碑(山口県山口市中園町8-4)
63. 赤根武人の碑(処刑地)(山口県山口市旭通り2丁目7)
64. 湯田御茶屋(山口県山口市湯田温泉3丁目7)
65. 本圀寺(山口県山口市道場門前2丁目1-3)
66. 安部家本陣跡(山口県山口市道場門前2丁目)
67. 安部橋(山口県山口市道場門前1丁目)
68. 道標(山口県山口市道場門前1丁目)
69. 一里塚跡(山口県山口市本町1丁目)
70. 枕流亭跡(山口県山口市道場門前1丁目1)
71. 藤乃水(山口県山口市道場門前1丁目4)
72. 恵比須神社（山口県山口市中市町3）
73. 御茶屋跡（山口県山口市中河原町5-1）
74. 山口講堂跡（山口県山口市中河原町7-1）
75. 山口明倫館兵学寮跡（山口県山口市中河原町5-5）
76. 正福寺のイブキ（山口県山口市駅通り2丁目1-15）
77. 山口大神宮（山口県山口市滝町4-4）
78. 常夜灯（山口県山口市滝町4-4）
79. 大神宮前の石燈寵（山口県山口市滝町4-4）
80. 石敢当（山口県山口市滝町4-4）
81. 石柱（山口県山口市滝町4-4）
82. 多賀神社（山口県山口市滝町4-4）
83. 旧山口藩庁門（山口県山口市滝町4-4）
84. 古熊神社本殿・拝殿(山口県山口市古熊1丁目10-3)
85. 善生寺(山口県山口市古熊3丁目7-1)
86. ザビエル記念公園(山口県山口市金古曽町４)
87. 仁壁神社(山口県山口市三の宮2丁目6−22)
88. 常栄寺雪舟庭(山口県山口市宮野下2001−1)
89. 一里塚跡(山口県山口市宮野字住吉)
90. 廻国塔(山口県山口市宮野上字河原)
91. 二義少年合同の碑(山口県山口市宮野字石丸)
92. 竜王社のムクノキ巨樹群(山口県山口市宮野宇石丸)
93. 古戦場跡と古墓(山口県山口市宮野宇岩杖)
94. 馬頭観音(山口県山口市宮野字杖坂)
95. 仏石(山口県山口市宮野字杖坂)
96. 早乙女墓(山口県山口市宮野字杖坂)
97. 杖坂の石畳跡(山口県山口市宮野字杖坂)
98. 国境の碑(山口県山口県山口市宮野上)
99. 神明社・河内社･猿田彦(山口県山口県山口市阿東篠目宇文殊)
100. 馬頭観音･地蔵尊(山口県山口市阿東篠目宇文殊)
101. 文殊堂(山口県山口市阿東篠目字文殊・乱橋)
102. 猿田彦(山口県山口市阿東篠目字文殊・乱橋)
103. 六十六部廻国塔(山口県山口市阿東篠目字文殊・乱橋)
104. 延命地蔵(山口県山口市阿東篠目字文殊・乱橋)
105. 一里塚跡(山口県山口市阿東篠目字文殊・林)
106. 乱橋跡(山口県山口市阿東篠目字文殊・乱橋)
107. 庄屋屋敷跡(山口県山口市阿東篠目字文殊・林)
108. 三界万霊等(山口県山口市阿東篠目字上中郷)
109. 延命地蔵(山口県山口市阿東篠目字上中郷)
110. 龍吟山海禅寺(山口県山口市阿東篠目字上中郷1486)
111. 篠目､目代所跡(山口県山口市阿東篠目字上中郷)
112. 細野神社(山口県山口市阿東篠目字細野1000)
113. 細野の猿田彦(山口県山口市阿東篠目字細野)
114. 阿弥陀堂跡・入定(山口県山口市阿東篠目字細野)
115. 町野隆安の墓(山口県山口市阿東篠目字親睦)
116. 台ヶ原城址(山口県山口市阿東篠目字親睦・台ヶ原)
117. 一里塚跡(山口県山口市阿東篠目字親睦)
118. 城平城址(山口県山口市阿東生雲東分)
119. 名勝長門峡(山口県山口市阿東生雲東分字御堂原)
120. 関門跡(山口県山口市阿東生雲東分字御堂原)
121. 経塚(三浦之介元久の生墓)(山口県山口市生雲東分字御堂原)
122. 渡川山鑢跡(山口県山口市阿東生雲東分字御堂原)
123. 鐘淵の地蔵(山口県山口市阿東生雲東分字御堂原)
124. 千人塚(山口県山口市阿東生雲東分字千頭)
125. 猿田彦大神(山口県山口市阿東生雲東分字築地)
126. 渡川城址(山口県山口市阿東生雲東分字築地)
127. 一里塚跡(山口県山口市阿東生雲東分字築地)
128. 延命地蔵(山口県山口市阿東生雲東分字渡川)
129. 繰船永代録(山口県山口市阿東生雲東分渡川)
130. 妙信院の墓(山口県山口市阿東生雲東分榎谷968)
131. 妙信寺の銅鐘(山口県山口市阿東生雲東分榎谷968)
132. 榎谷庄屋中村家屋(山口県山口市阿東大字生雲東分榎谷)
133. 有縁諸精霊合祀塔(山口県山口市阿東生雲東分三谷)
134. 庚申塚(山口県山口市阿東大字生雲東分三谷)
135. 大乗妙典供養塔(山口県山口市阿東生雲東分三谷)
136. 龍福山長向寺(山口県山口市阿東生雲東分上三谷1594)
137. 福原氏息女の墓(山口県山口市阿東生雲東分三谷)
138. 一里塚跡(山口県山口市阿東地福下字鷹巣)
139. 猿田彦大神(山口県山口市阿東地福下字鷹巣)
140. 諏訪神社(山口県山口市阿東地福下字鷹巣)
141. 日代所跡(山口県山口市阿東地福下字鷹巣)
142. 早乙女塚(山口県山口市阿東地福下字鷹巣)
143. 猿田彦(山口県山口市阿東地福下字名草)
144. 猿田彦(山口県山口市阿東地福下字桜の里)
145. 忠魂碑(山口県山口市阿東地福下字桜の里)
146. 幸神猿田彦(山口県山口市阿東地福下字市)
147. 経塚(山口県山口市阿東地福下字市)
148. 福城山桂光院(山口県山口市阿東地福字岡)
149. 廻国塔(山口県山口市阿東地福下字岡)
150. 地福八幡宮(山口県山口市阿東地福上1796)
151. 猿田彦(山口県山口市阿東地福上字上の原)
152. ももか様(山口県山口市阿東地福上字上の原)
153. 一里塚跡(山口県山口市阿東地福上字上の原)
154. 六地蔵(山口県山口市阿東地福字店屋)
155. 足王神社(恵比須神社）(山口県山口市阿東地福388)
156. 千人亡者供養塔(山口県山口市阿東地福上字赤根屋)
157. 賽の神と地蔵(山口県山口市阿東地福上字赤根屋)
158. 一里塚跡(山口県山口市阿東徳佐下字蔵田)
159. 元山城趾(得佐城趾）(山口県山口市阿東徳佐下字坪の内)
160. 羽波城跡(山口県山口市阿東徳佐中字羽波)
161. 脇本陣河野家跡(山口県山口市阿東徳佐中字下市)
162. 角太郎ユズ(無核ユズ）(山口県山口市阿東大字徳佐中字中市)
163. 日代椿家跡(山口県山口市阿東大字徳佐中字中市)
164. 脇本陣跡(椿酒屋)(山口県山口市阿東大字徳佐中字中市)
165. 本陣椿家(山口県山口市阿東大字徳佐中字中市)
166. 日代跡(金子家)(山口県山口市阿東徳佐中字上市)
167. 徳佐八幡宮のしだれ桜(徳佐桜)(山口県山口市阿東徳佐中3673)
168. 常夜燈(山口県山口市阿東徳佐中字上市東)
169. 薬師堂(山口県山口市阿東徳佐中字上市)
170. 狐塚古墳(山口県山口市阿東中)
171. 如意輪堂(山口県山口市阿東大字徳佐中字坂手)
172. 一里塚跡(山口市阿東町徳佐中字市場)
173. 菅原神社[片山天満宮）(山口県山口市阿東徳佐中字片山647)
174. 恵長寺文殊堂(山口県山口市阿東徳佐上3537)
175. 栄林源椿大居士の墓(山口県山口市阿東徳佐上字市場)
176. 亀山の宝籤印塔･板碑(山口県山口市阿東徳佐上)
177. 八幡山城跡(山口県山口市阿東徳佐上字新田亀山1524)
178. 大将陣山城跡(山口県山口市阿東徳佐上字下山)
179. 不動明王板碑(山口県山口市阿東徳佐上字三原)
180. 口屋跡(野坂御番所跡)(山口県山口市阿東徳佐上字野坂)
181. 一里塚跡(山口県山口市阿東徳佐上字野坂)
182. 三体地蔵(山口県山口市阿東生雲東分字築地)
183. 厳島神社の老杉(山口県山口市阿東生雲東分字渡川)
184. 亀趺廟碑(山口県山口市阿東徳佐上字亀山)
185. 土塁跡(島根県津和野町大字高峰)

## 仏坂道
萩城下と益田市（島根県）を結ぶ街道で海岸沿いの難道。日本海沿いを通るため海辺往還ともいわれた。
赤間関との繋がりがあり各港で交わりながら石見国へ至った。現在は山陰本線と国道191号が通る。

## 土床道
萩城下と益田市（島根県）を結ぶ街道。この道は萩から福井下村に至るとそこで北側を通る土床道と南側を通る白坂道に分かれるので中筋往還ともいう。
萩城下から黒川紫福・宇生賀・福田・弥富・土床を経て石見国へ至った。 萩城下から石見国に至る街道としては利用度は高かった。

## 白坂道
萩城下から福井・吉部・高佐を通り、白坂を越えて津和野町を結ぶ。 
萩城下から津和野町に通じる街道としては最も距離が短く利用度は高かった。

## 関連する街道

### 岩国往来
岩国市今津 - 錦町宇佐郷中 9里22町44間（約41 km）。
岩国城下の今津から関戸・本郷に出て山代街道を西に下り、苻谷村で北上して宇佐郷から星坂を結ぶ。
北部では周防北街道と呼ばれる柳井に向かう道と重なる。
この道は石見国や山代北部と岩国を結ぶ道として周防北街道とともに主要道となる。

### 芸石往還
宇佐郷（星坂） - 同大原 （生山峠）1里35町40間（約9 km）。
星坂から生山峠に至るわずか9 kmの道であるが、大道に区分されている。
周防国の山代（山口県玖珂郡北部） と安芸国の山里（広島県佐伯郡）と石見国の吉賀（島根県鹿足郡六日市町や柿木村付近）間で交流があり戦国期からは紙の主要産地として経済活動を行なっていた。
安芸国の廿日市から周防国の山代、石見国の吉賀、津和野を経て益田に至る道でもあった。